# 亞裔澳大利亞人
澳洲亞裔是澳洲人，他們的血統可以追溯到亞洲。
澳洲統計局和澳洲人口普查未收集有關種族或種族的數據。相反，它收集有關不同祖先的信息，普查受訪者最多可以選擇兩個祖先。為了匯總數據，澳大利亞統計局在其《澳大利亞文化和種族群體標準分類》（ASCCEG）中將某些祖先歸為某些類別，包括：
- 東亞和東南亞（例如澳洲華人、澳洲臺灣人、澳洲韓國人、澳洲印度尼西亞人、澳洲越南人等）；
- 南部和中亞（例如澳洲印度人、澳洲尼泊爾人、阿富汗裔澳大利亞人（英语：Afghan Australians）等）。

值得注意的是，西亞祖先被分別歸類為中東和北非，而不是亞洲祖先的子集。
在一般的澳洲英語措辭中（而非統計用法），“亞洲人”通常是指東亞和東南亞血統的人，而南亞血統的人通常是由其特定的祖先血統來提及的。 “印度”或“巴基斯坦”。
鑑於血統是澳洲種族或文化起源的主要統計指標，並且不同的血統群體在歷史，文化和地理上可能相距遙遠，因此有關亞洲血統的澳洲人的信息可在以下文章中找到：每篇單獨的文章（例如，澳洲華人，澳洲印度人等）。
在2016年的人口普查中，澳洲統計局將3,550,882項祖先提名歸入東亞，東南亞以及中亞和南亞的ASCCEG地理類別。這佔提名其祖先的21,769,209人的16.3％，因此代表了上述亞洲地理類別之一的祖先人口的最大比例，因為某些受訪者可能已經提名了來自亞洲地理類別的兩個祖先。
在2016年的人口普查中，有2,665,814人要求保護六種最常見的亞洲祖先之一，即中國人，印度人，菲律賓人，越南人，韓國人和斯里蘭卡人。僅聲稱擁有這六個祖先之一的人就佔提名其祖先的總人口的12.25％。

## 移民史

### 淘金熱
儘管中國人早在1818年就已抵達澳洲（例如John Shying ），由於維多利亞時代的淘金熱（大約在1850年代至1860年代），中國移民到澳洲的人數急劇增加。由於偏見和誤解，新的華人和澳洲社區陷入衝突，在蘭賓公寓和巴克蘭引發了幾次騷亂。澳洲各個殖民地制定的較早的反華法律是白澳洲政策（1901-1973）的背景。

### 出入境限制
在1870年代和1880年代，工會運動開始了一系列抗議外國勞工的抗議活動。工會運動批評了亞洲人，主要是中國人，他們沒有加入工會，並準備為降低工資和條件而努力。 農村地區富裕的土地所有者反對在低收入和低工資條件下工作的亞洲人對於熱帶昆士蘭州和北領地的發展是必要的。據稱，如果沒有亞洲工人，這些地區將被拋棄。 在工會運動不斷增加的壓力下，每個澳洲殖民地在1875-1888年之間頒布了立法，其中不包括進一步的中國移民。

### 戰後移民
1957年，政府開始允許15歲以下非歐洲裔的居民進入澳洲，並於1958年通過《 1958年移民法》改革了入境許可，從而擴大了獲得公民身份的機會。 1966年3月，移民部開始實施一項政策，允許有技能和專業的非歐洲人移民，並擴大向這些群體提供臨時居留權的機會。這些累積影響了來自非歐洲國家的移民人數的增加。 1973年，惠特蘭（Whitlam）採取了措施，實行了更加非歧視性的移民政策，暫時減少了總體移民人數。移民政策的最終演變是沿著不歧視，廢除僅歐洲的政策以及拓寬亞洲人獲得公民身份的途徑的軌跡。在弗雷澤（Fraser）政府任期內，隨著越南戰爭後越南難民的入境增加，自1850年代和1860年代淘金熱期間，中國金礦工到來以來，澳大利亞經歷了數次亞洲移民潮。  1983年，英國的亞洲裔移民數量低於澳大利亞的亞洲裔移民。

## 组成
值得注意的是，澳洲不會收集有關其居民的種族起源的統計數據，而是會在每五年一次的普查中收集不同祖先的數據，每個普查受訪者最多可以選擇兩個。 。
在2016年的人口普查中，澳洲統計局將3,550,882項祖先提名歸入東亞，東南亞以及中亞和南亞的ASCCEG地理類別。這佔提名其祖先的21,769,209人的16.3％，因此代表了上述亞洲地理類別之一的祖先人口的最大比例，因為某些受訪者可能已經提名了來自亞洲地理類別的兩個祖先。
在2016年的人口普查中，有2,665,814人要求保護六種最常見的亞洲祖先之一，即中國人，印度人，菲律賓人，越南人，韓國人和斯里蘭卡人。僅聲稱擁有這六個祖先之一的人就佔提名其祖先的總人口的12.25％。
澳洲有30％的亞洲人上大學，所有澳洲醫生中有20％是亞洲人，還有37％的亞洲澳洲人參加某種形式的有組織的體育活動。 [可疑] 第二代和第三代華裔和印度裔澳大利亞人已經大量出現。悉尼和墨爾本佔亞洲移民的很大一部分，其中，澳洲華人構成了悉尼的第四大血統（僅次於英語，澳洲和愛爾蘭）。華人，印度人和越南澳洲人是悉尼五個在海外出生的最大社區之一。
| 祖先                 | 人口      |
| -------------------- | --------- |
| 澳洲华人             | 1,213,903 |
| 印度裔澳大利亚人     | 619,163   |
| 菲律宾裔澳大利亚人   | 304,015   |
| 越南裔澳大利亚人     | 294,798   |
| 马来西亚裔澳大利亚人 | 138,364   |
| 韓裔澳洲人           | 123,017   |
| 斯里兰卡裔澳大利亚人 | 109,853   |
| 日本裔澳大利亚人     | 71,013    |
| 泰国裔澳大利亚人     | 70,234    |
| 印尼澳洲人           | 65,881    |
| 巴基斯坦裔澳大利亚人 | 64,346    |
| 尼泊尔裔澳大利亚人   | 62,806    |
| 其他印度次大陆       | 56,400    |
| 孟加拉裔澳大利亚人   | 50,072    |
| 马来西亚裔澳大利亚人 | 46,074    |
| 缅甸裔澳大利亚人     | 49,178    |
| 柬埔寨裔澳大利亚人   | 45,720    |
| 其他中亚             | 25,166    |
| 台湾裔澳大利亚人     | 18,522    |
| 老挝裔澳大利亚人     | 15,132    |
| 英印裔澳大利亚人     | 13,220    |
| 东帝汶裔澳大利亚人   | 8,961     |
| 新加坡裔澳大利亞人   | 8,404     |
| 其他东南亚           | 7,023     |
| 其他北亚             | 5,595     |
| 苗族澳大利亚人       | 3343      |

| 都市區   | 亞洲血統的回應 | 亞洲血統的回應（佔人口提名血統的百分比） |
| -------- | -------------- | ---------------------------------------- |
| 悉尼     | 1,264,242      | 28％                                     |
| 墨爾本   | 1,026,536      | 24.4％                                   |
| 布里斯班 | 294,389        | 13.9％                                   |
| 珀斯     | 319,302        | 17.6％                                   |
| 阿德莱德 | 169,018        | 13.8％                                   |